# Skimmia reevesiana
Skimmia reevesiana là một loài thực vật có hoa trong họ Cửu lý hương. Loài này được (Fortune) Fortune miêu tả khoa học đầu tiên năm 1852.

## Hình ảnh

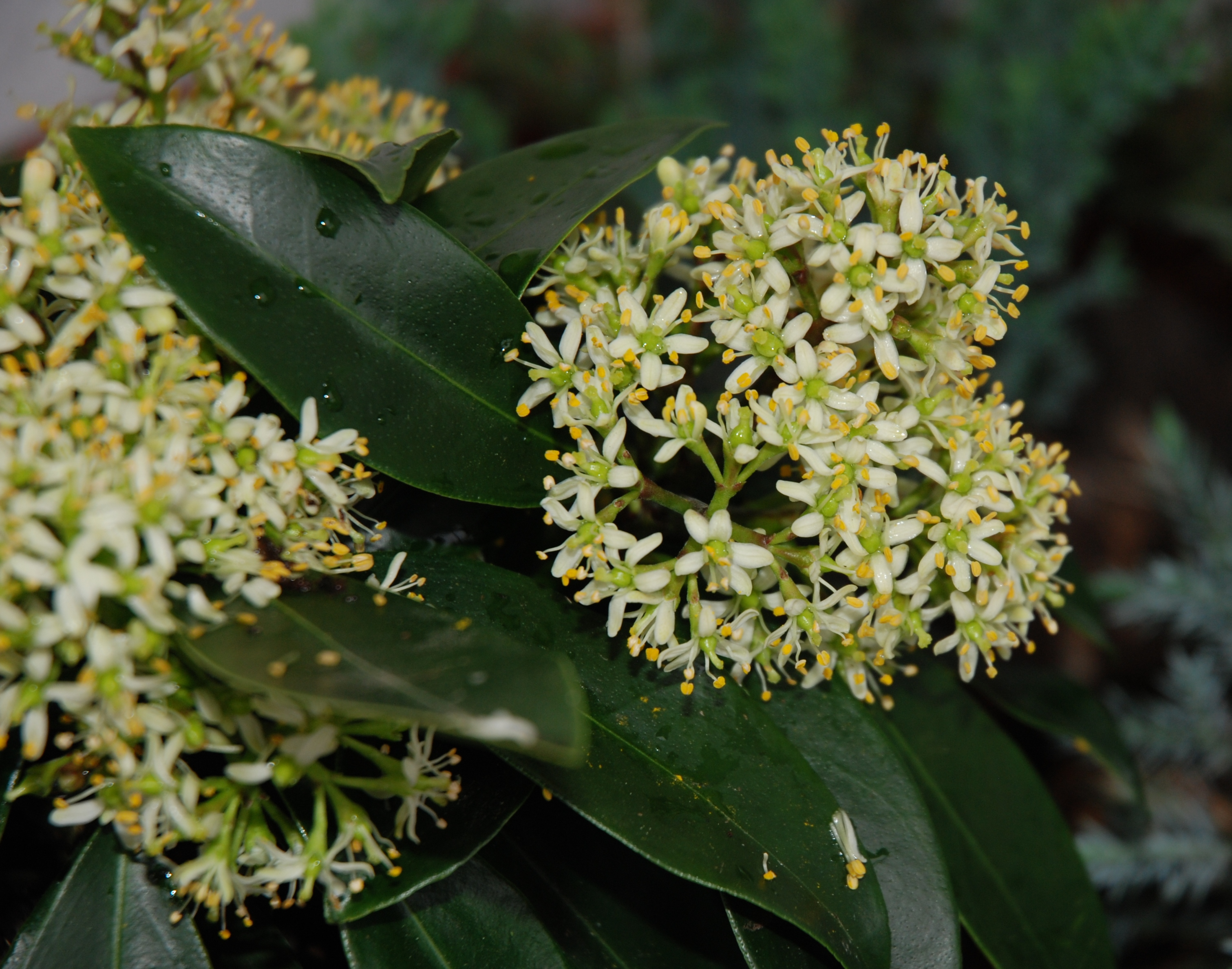
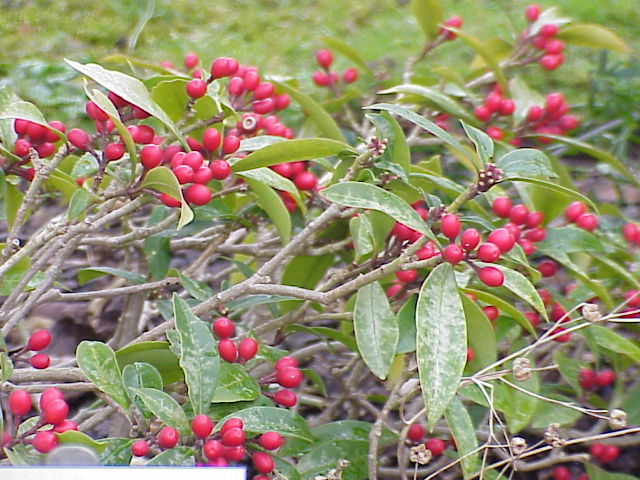
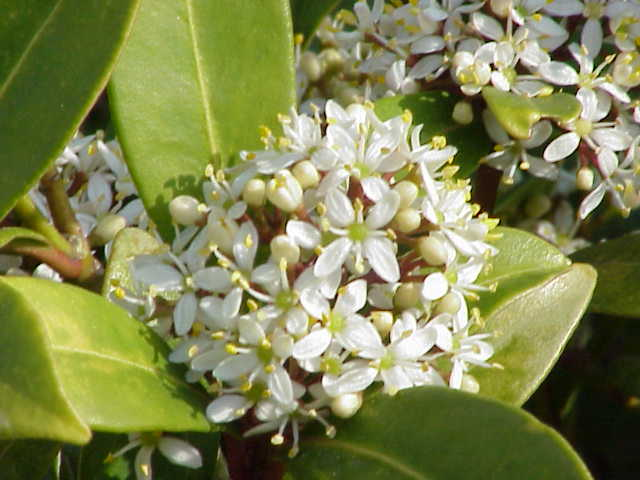
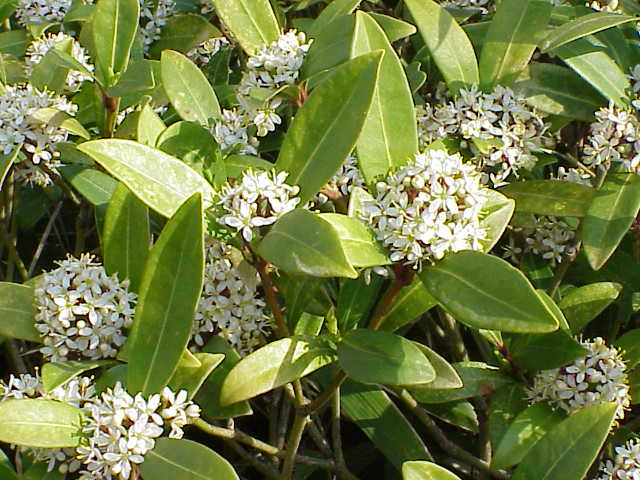